# Ficus natalensis
Ficus natalensis är en mullbärsväxtart. Ficus natalensis ingår i släktet fikonsläktet, och familjen mullbärsväxter.

## Underarter
Arten delas in i följande underarter:
- F. n. graniticola
- F. n. leprieurii
- F. n. natalensis

## Bildgalleri

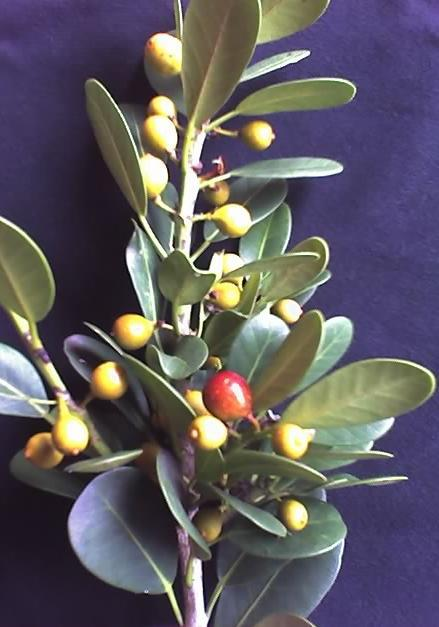
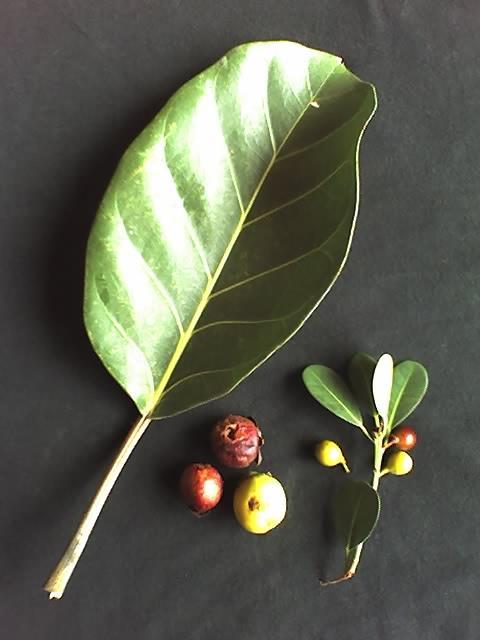
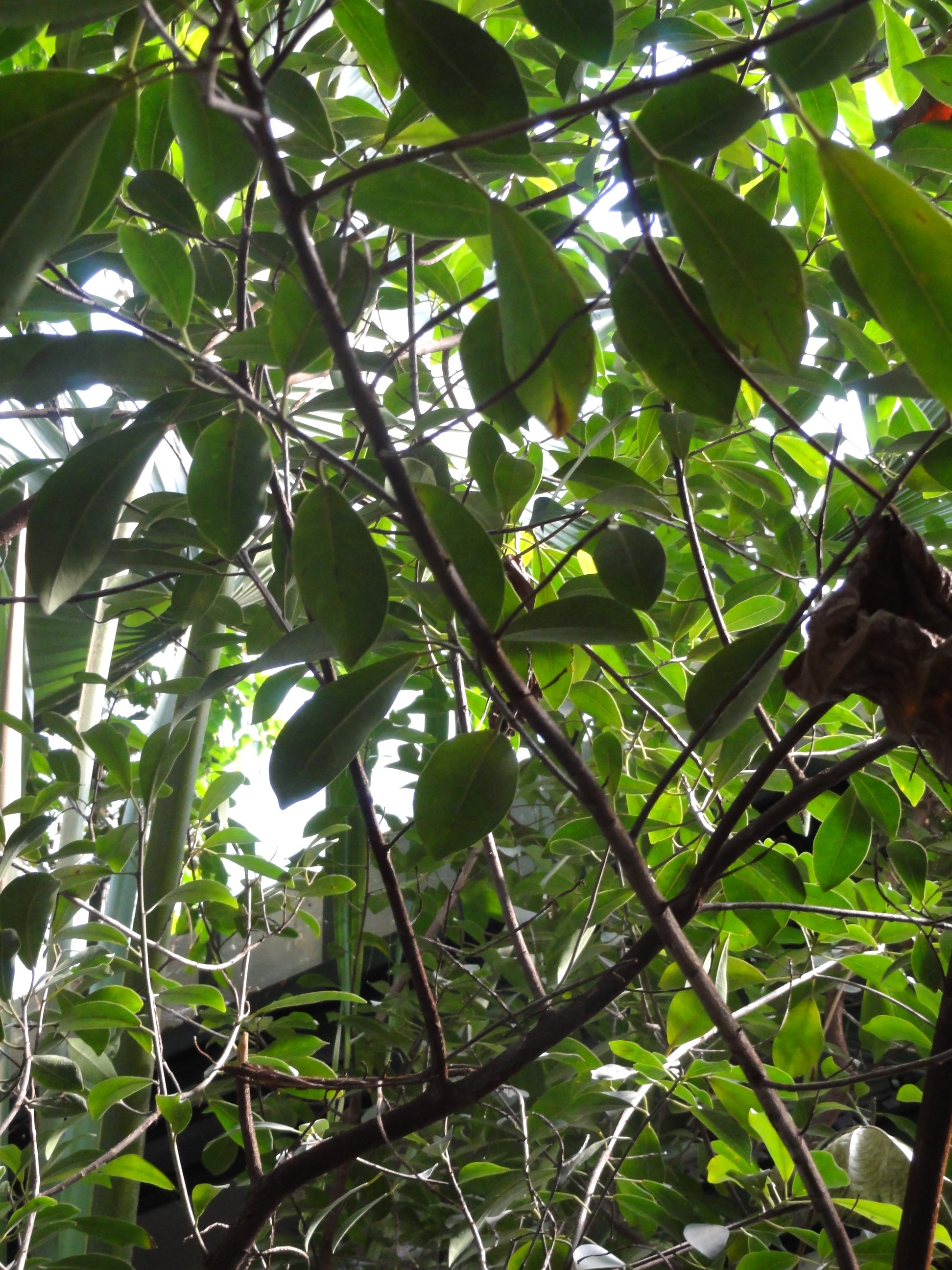
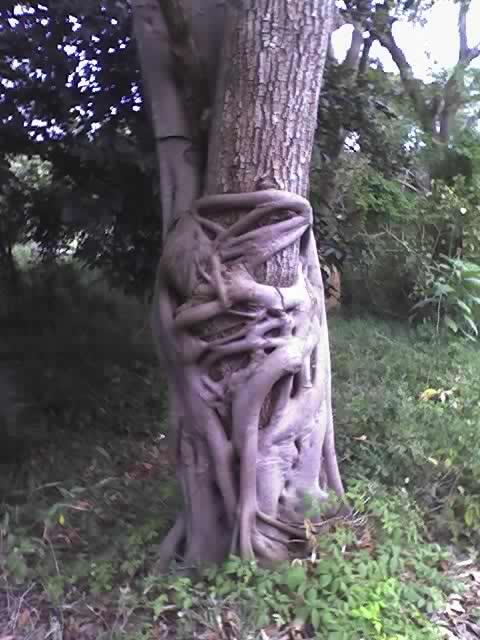
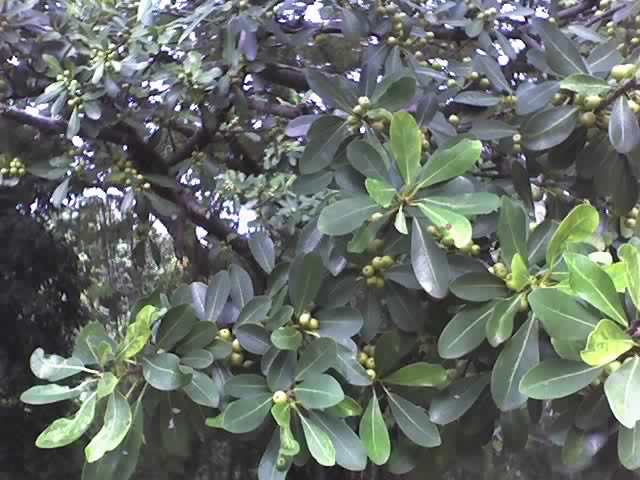